# مکوریوک (آلاسکا)
مکوریوک (به انگلیسی: Mekoryuk) شهری در ناحیه سرشماری بتل ایالت آلاسکا است که جمعیت آن در سرشماری سال ۲۰۰۰ میلادی ۲۱۰ نفر بوده‌است.